# Mamertinska fängelset
Mamertinska fängelset var ett fängelse (latin: carcer), beläget på Capitoliums nordöstra sluttning vid Forum Romanum i Rom. Fängelset, som förmodas ha uppförts av Ancus Marcius på 600-talet f.Kr., bestod av ett underjordiskt valv, egentligen ett brunnshus, benämnt Tullianum, samt en överbyggnad. Enligt traditionen ska aposteln Petrus ha hållits fången i Mamertinska fängelset, innan han korsfästes cirka år 64 e.Kr.
Fångar, som hade avrättats i fängelset, visades upp på den intilliggande Gemoniska trappan (latin: Scalae Gemoniae), innan deras lik kastades ned i Tibern.
Fängelset konsekrerades sedermera som kristen kyrkan med namnet San Pietro in Carcere. Mellan 1597 och 1663 uppfördes kyrkan San Giuseppe dei Falegnami ovanpå Mamertinska fängelset.

## Personer internerade i Mamertinska fängelset (urval)
- Publius Cornelius Lentulus Sura
- Vercingetorix
- Jugurtha
- Paulus
- Petrus
- Sejanus